# Bajmuta
El Bajmuta (en ucraniano: Бахмутка; anteriormente también Bajmut, transliterado literalmente como Bajmutka, ahora a menudo incorrectamente Bajmutoja) es un río en el óblast de Donetsk de Ucrania; un afluente derecho del río Donets.

## Descripción
La longitud es de 88 km y el área de la cuenca de drenaje es de 1680 km2. Se descongela a principios de marzo y se congela en diciembre. El agua se utiliza parcialmente para necesidades técnicas y para riego.
Las ciudades de Bajmut y Síversk desarrollan su vida comercial con el Bajmuta.

## Invasión de Ucrania
En el contexto de la invasión de Ucrania el río fue escenario de las batallas de Síversk y Bajmut entre las Fuerzas Armadas de Ucrania en posición de defensa frente al avance de las Fuerzas Armadas de Rusia y las milicias separatistas de la prorrusa República Popular de Donetsk que reclamaba el cuerpo de agua como suyo hasta finales de 2022, cuando pasó a formar parte de Rusia como una república más.